# Компостер

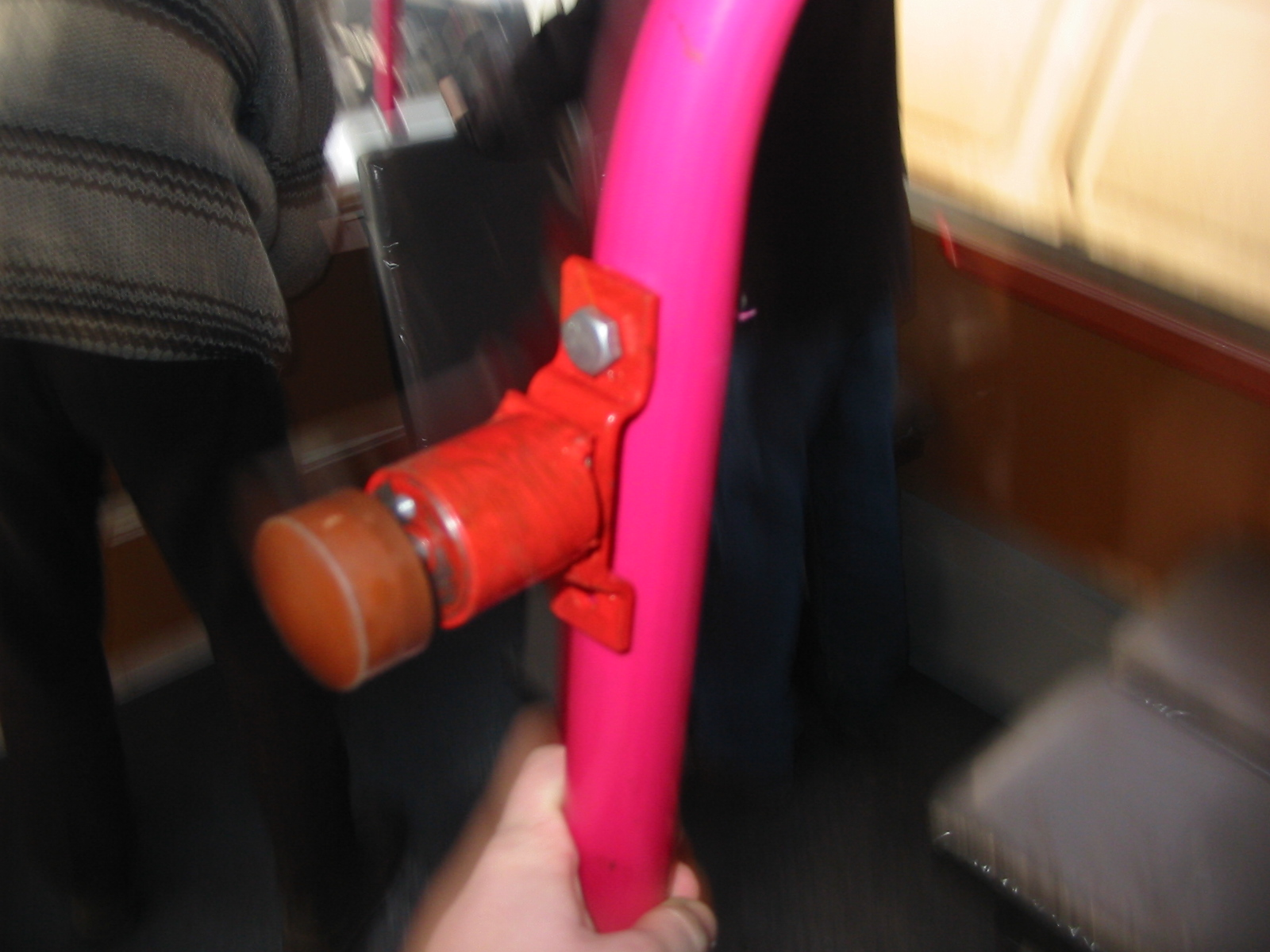
Одна из трёх моделей компостеров Московского транспорта, ставившихся до 2005 года

Компо́стер (от фр. composteur, нем. komposter) — устройство, предназначенное для гашения талонов (билетов) пассажирских транспортных средств. Изобретён в XIX веке инженером Яном Юзефом Барановским.

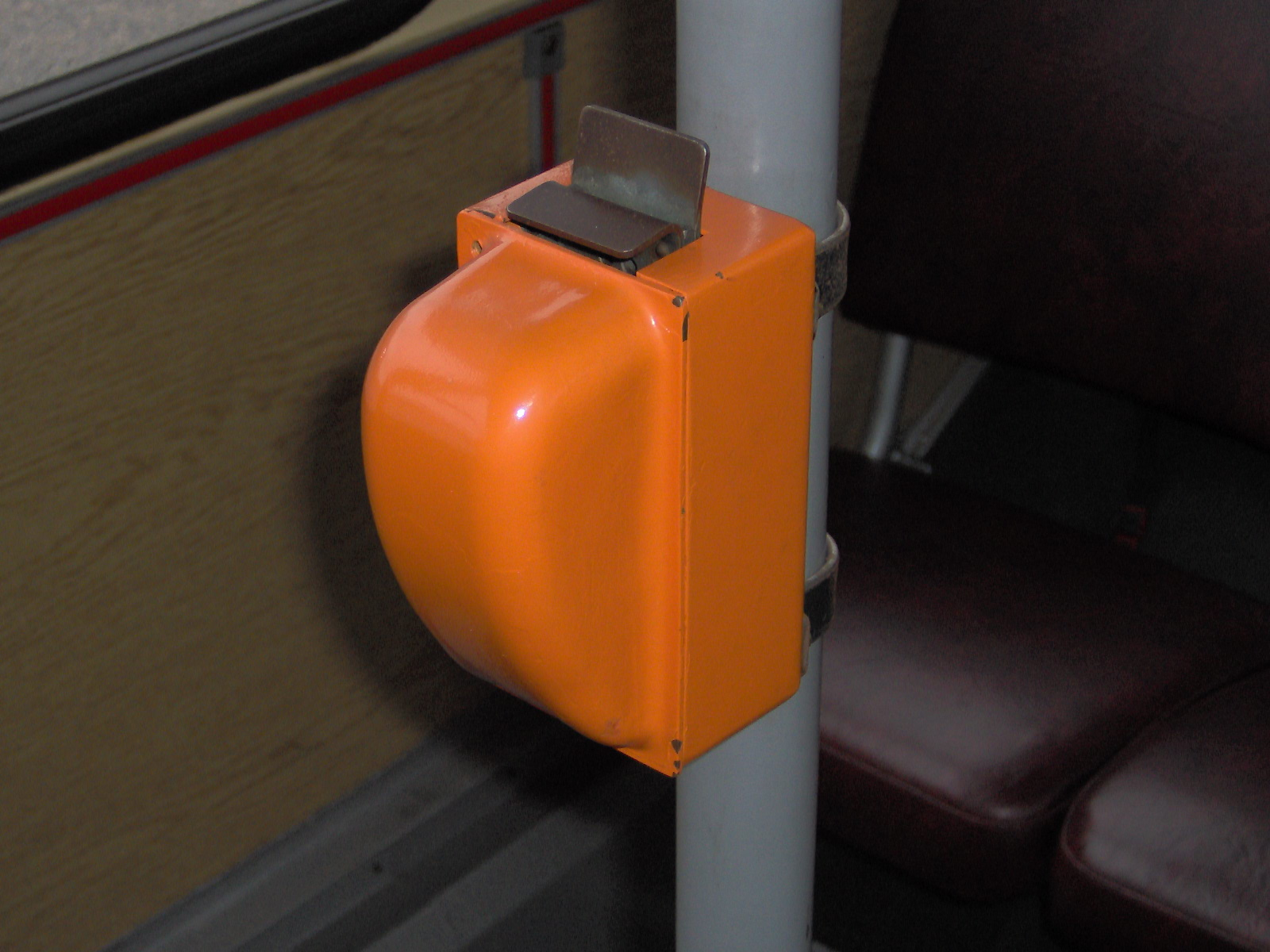
Механический компостер

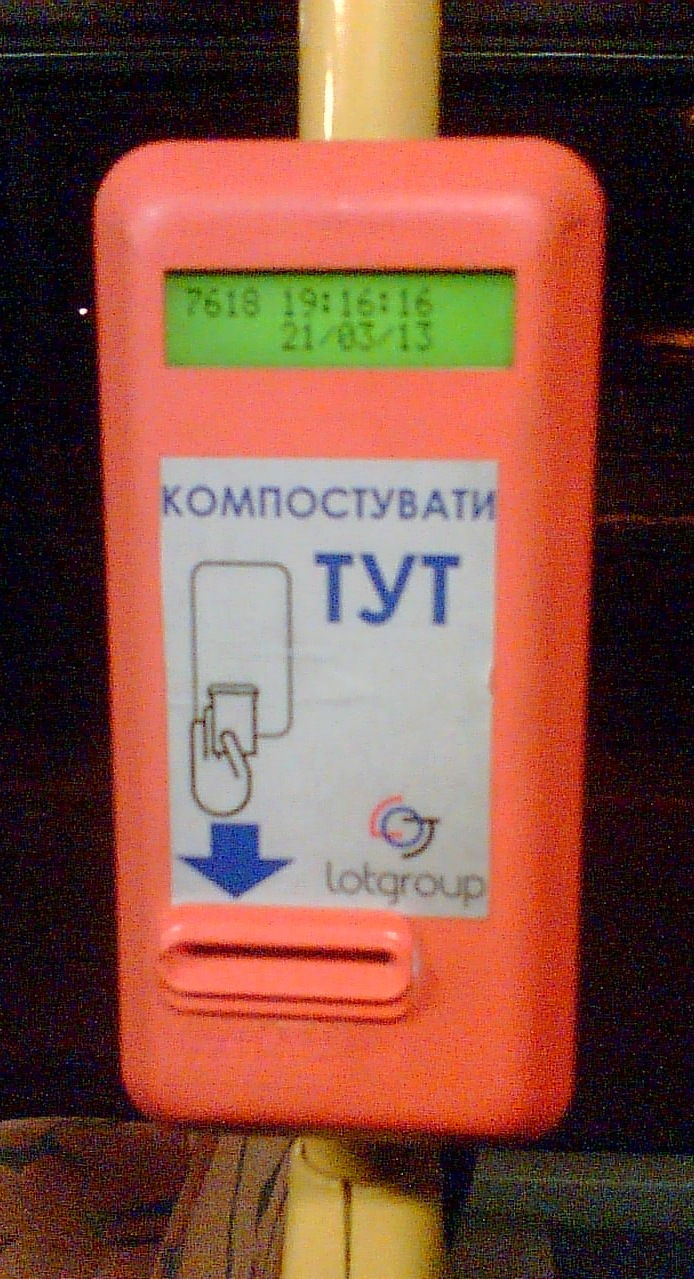
Электронный компостер в киевском автобусе

## Принцип работы
Компостер пробивает или выдавливает условные знаки контроля, печатает код (обычно дату и время, а также код станции) или изменяет магнитную полосу (на пломбах, билетах, чеках, других документах и т. п.). Процесс отметки билета называется компостированием. 
Основные типы отметок:
- Оттиск даты и времени;
- Номер маршрута или станции;
- Перфорация (пробивание отверстий);
- Изменение магнитной полосы (в современных системах).

## Типы компостеров
Механические
Простые устройства с ручным приводом, пробивающие отверстия или выдавливающие символы. Широко использовались в СССР и странах Восточной Европы.
Электрические
Автоматические или полуавтоматические модели, печатающие код или изменяющие магнитную полосу.
Электронные
Современные системы, интегрированные с турникетами или валидаторами в транспорте.

## История и применение
Компостеры получили широкое распространение в XX веке в общественном транспорте (метро, трамваи, автобусы). В Москве они применялись до 2005 года, после чего были заменены на электронные системы.
В некоторых странах (например, в Германии и Чехии) механические компостеры сохранились:
- Как часть исторического транспорта
- В ностальгических туристических проектах
- В музеях городского транспорта